# جوزه پراکاش
جوزه پراکاش (انگلیسی: Jose Prakash؛ ۱۴ آوریل ۱۹۲۵ – ۲۴ مارس ۲۰۱۲) یک هنرپیشه اهل هند بود. وی بین سال‌های ۱۹۵۳ تا ۲۰۱۱ میلادی فعالیت می‌کرد.

## فیلم‌شناسی
- ترافیک
- بلیط بخت‌آزمایی
- عیسی
- ماه عسل
- مهماندار هواپیما
- نامه عاشقانه
- هزار چشم
- گل آتش
- روزها و شب‌ها